# 智詵
智詵（609年—702年）唐代禪僧，汝南（河南）人，俗姓周氏，十三歲在丹山剃度出家。後住持資中寧國寺，翻譯經藏《萬佛經》。於唐太宗貞觀十七年（643年），前往長安宏福寺，禮謁玄奘大師，研習《唯識論》。高宗顯慶二年（657年），至湖北黃梅雙峰山，拜謁禪宗五祖弘忍為師，為弘忍的十大弟子之一。

## 生平
據《歷代法寶記》載，歸資州（四川）德純寺，萬歲通天二年（696）七月，則天武后詔入內，賜予達摩所傳、慧能所持之袈裟。造《虛融觀》三卷。《緣起》一卷。《般若心疏》一卷。
長安二年示寂，奄然坐化，春秋九十四。資州智詵於德純寺前後住了30多年，是佛教禪宗在四川第一個開宗立派(保唐禪派)的傳法者。

## 師承
- 弘忍

## 弟子
- 處寂

## 外部連結
- 木棉袈裟与禅宗祖师智冼  （页面存档备份，存于）
- 中國禪宗史－眾流會歸於曹溪 （页面存档备份，存于）
- 《曆代法寶記》略探 （页面存档备份，存于）